# The Veiled Mystery

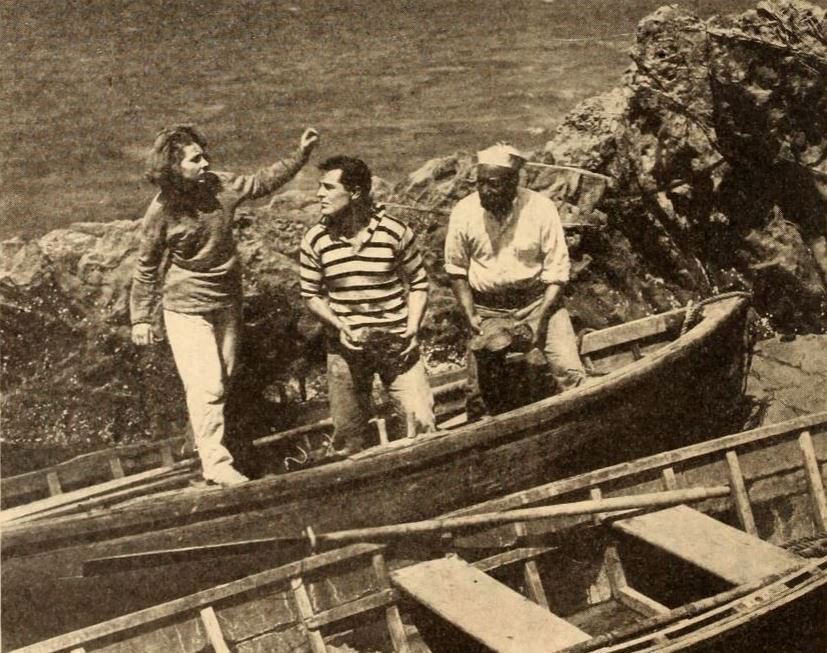
Cena do seriado The Veiled Mystery (1920) com Antonio Moreno e Pauline Curley, p. 90 de 28 de agosto de 1920, Exhibitors Herald

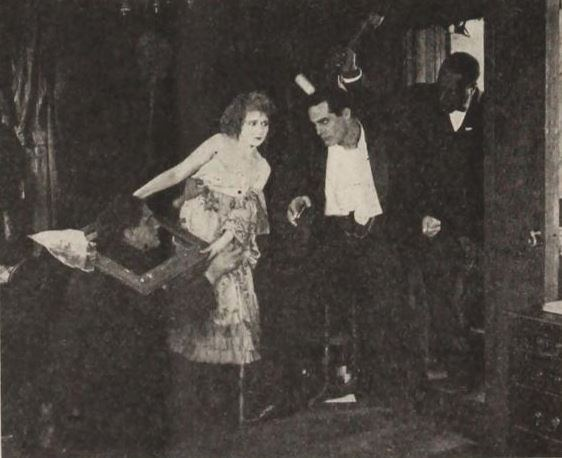
Cena do seriado The Veiled Mystery (1920) com Antonio Moreno e Pauline Curley, p. 104 de 4 de setembro de 1920, Exhibitors Herald

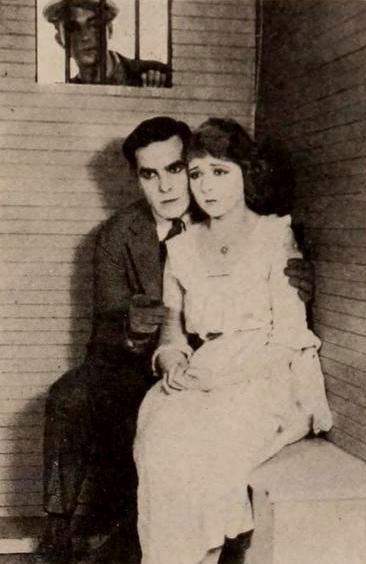
Cena do seriado The Veiled Mystery (1920) com Antonio Moreno e Pauline Curley, p. 90 de 30 de outubro de 1920, Exhibitors Herald

The Veiled Mystery (bra: O Véu Misterioso) é um seriado estadunidense de 1920, gênero western, dirigido por William Bowman, Webster Cullison, Francis J. Grandon e Antonio Moreno, em 15 capítulos, estrelado por Antonio Moreno, Pauline Curley e Henry A. Barrows. Produzido e distribuído pela Vitagraph Studios, veiculou nos cinemas estadunidenses a partir de 20 de setembro de 1920.
Este seriado é considerado perdido.

## Elenco
- Antonio Moreno	 ...	Ralph Moore
- Pauline Curley	 ...	Ruth Sawyer
- Henry A. Barrows	 ...	Abe Sawyer (creditado Henry Barrows)
- Nenette de Courcy	 ...	Ethel Seymour
- Walter Rodgers	 ...	Doctor Lyons (creditado W.L. Rogers)
- George Reed	 ...	Tom
- William Smith	 ...	Richard Seymour (creditado William S. Smith)
- George Cooper
- Valerio Olivo
- Frank Lackteen

## Capítulos
1. The Menace
2. The Quicksand
3. The Sea Demon
4. Trapped in Mid-Air
5. The Well of Despair
6. The Fiery Furnace
7. Human Targets
8. The Span of Death
9. A Slide for Life
10. A Demon's Device
11. The Smoke of Doom
12. A Climax of Hate
13. The Sinister Stroke
14. The Veil's Secret
15. The Accounting

Fonte: 